# Palaeotis weigelti
Palaeotis (il cui nome significa "antica otarda") è un genere estinto di uccello struthioniforme vissuto nell'Eocene medio, circa 40 milioni di anni fa (Bartoniano), in quella che oggi è il pozzo di Messel, in Germania. Il genere contiene una singola specie, ossia P. weigelti, nominata sull'olotipo composto da un tarsometatarsus e da falangi.

## Descrizione
Superficialmente, Palaeotis aveva le proporzioni di uno struzzo, ma ne differiva nelle dimensioni, nel becco e nelle ali. L'animale era grande un terzo del suo parente odierno, il che era ottimale per animale che viveva in ambienti chiusi. Sono stati ritrovati scheletri di Palaeotis adulti di dimensioni differenti, segno, probabilmente, di dimorfismo sessuale. Il becco di Palaeotis era relativamente affusolato, facendolo assomigliare ai Lithornitidae, un gruppo di paleognati primitivi simili alle odierne otarde. La forma del becco fa pensare che la sua dieta comprendesse più insetti e piccoli animali rispetto ai vegetali.
L'animale possedeva ali relativamente grandi rispetto ai ratiti terrestri, ma ciò non bastava per permettergli di volare.

## Classificazione

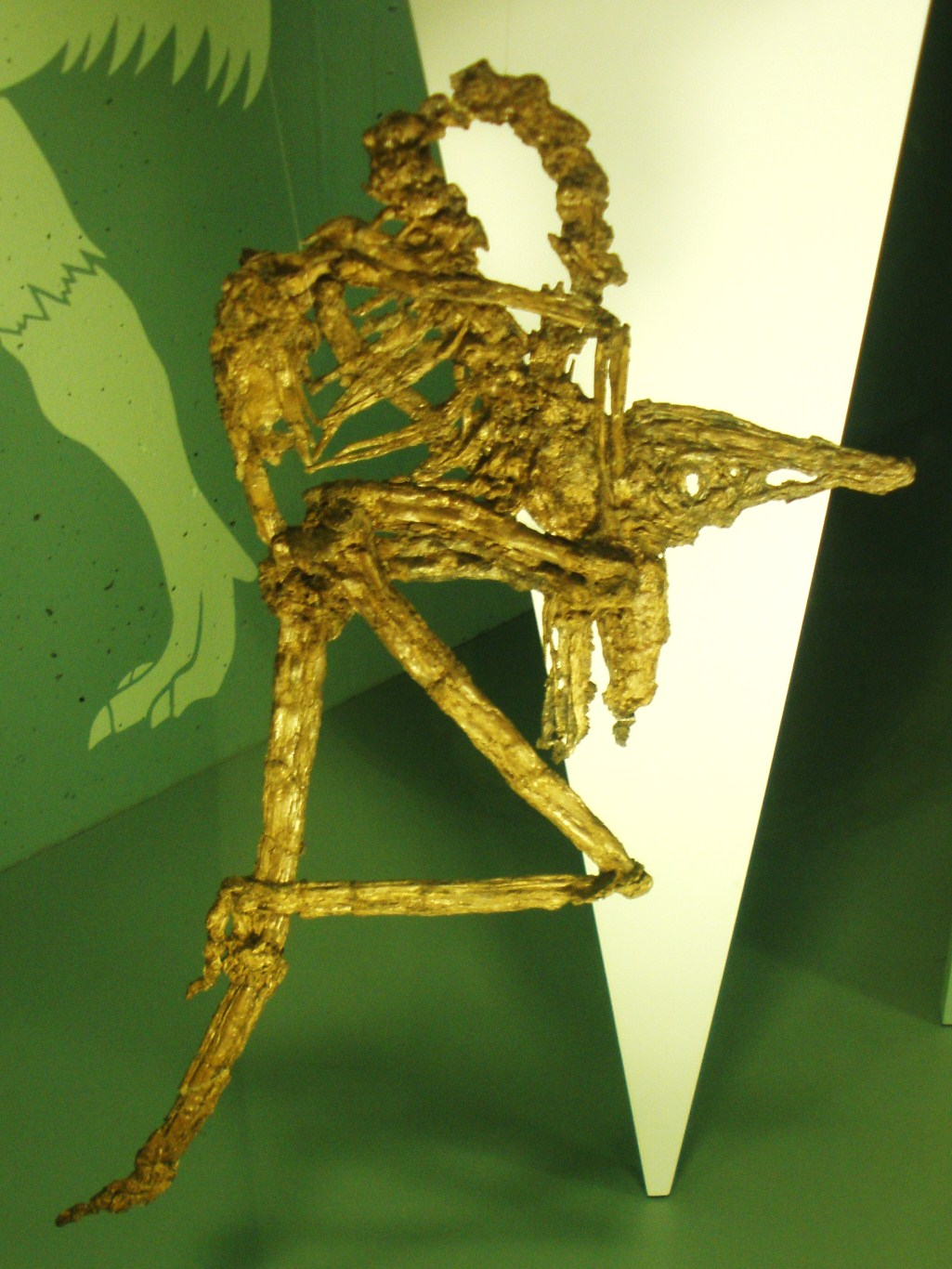
Fossile di Palaeotis weigelti (Senckenberg Museum, Francoforte)

Descritto inizialmente sulla base di un tarsometatarso e di una falange nel 1928, questo uccello fu dapprima ritenuto un parente estinto delle otarde (genere Otis); da qui il nome Palaeotis, che significa “antica otarda”. Dopo uno studio di Storrs L. Olson, una revisione dell'esemplare tipo e la scoperta di diversi altri fossili, Houde e Haubold (1987) conclusero che Palaeotis era un palaeognato e lo assegnarono allo stesso ordine degli struzzi, gli Struthioniformes.
Negli anni '30 un fossile quasi completo con numero di catalogo GM 4362 fu assegnato a Paleotis, probabilmente da Lambrecht. Houde e Haubold, che ritrovarono altri tre esemplari nella collezione del Geiseltalmuseum, Università Martin-Luther, Halle / S., Germania. Uno di questi tre è l'esemplare olotipo di Paleogrus geiseltalensis (=Ornithocnemus geiseltalensis, Lambrecht 1935). Houde e Haubold hanno anche chiesto il permesso di preparare un fossile catalogato come HLMD Me 7530 presso il Landesmuseum Hesseches di Darmstadt, in Germania. HLMD Me 7530 venne raccolto dal famoso pozzo di Messel. Quando fu preparato, i due ornitologi assegnarono l'esemplare al genere Paleotis.
Altri studiosi non sono del tutto convinti che Palaeotis sia un vero e proprio antenato degli struzzi, e preferiscono considerarlo un ratite più primitivo. Questo animale potrebbe rappresentare una linea arcaica di grossi uccelli non volatori, che si diffuse nel Paleogene in Europa; un altro possibile membro di questo gruppo è il poco conosciuto Remiornis, dell'Eocene francese.

## Implicazioni paleogeografiche
Se davvero Palaeotis fosse un antenato degli struzzi, la sua presenza sul suolo europeo porterebbe a notevoli implicazioni di carattere paleogeografico. Dal momento che questo animale era già incapace di volare, e che i primi resti fossili di struzzi in Africa sono di molto posteriori all'epoca in cui visse Palaeotis. L'Europa consistette in sistemi insulari distaccati da Africa e Asia fino agli inizi dell'Oligocene, quando i mari cominciarono ad abbassarsi, dunque la diffusione extraeuropea del ramo degli struzzi venne per buona parte ritardata, cominciando solo 33 milioni di anni fa.
Quando però si creò un lembo di terra che unì l'Europa con l'Africa e l'Asia, uccelli evolutisi da Palaeotis e già pienamente adattati alla corsa, migrarono nei nuovi territori, senza dover ricorrere a migrazioni tramite il volo. Tuttavia, a causa delle pressioni ambientali, tutte le specie euroasiatiche si estinsero durante il Pleistocene.